# Ufficiale psicologo

Fregio per berretto dell'Ufficiale Psicologo del Corpo sanitario dell'Esercito

Spilla dell'Ufficiale Psicologo del Corpo sanitario militare marittimo

L'ufficiale psicologo o psicologo militare è un ufficiale delle forze armate italiane laureato in psicologia e abilitato all'esercizio della professione di psicologo, inquadrato in uno dei Corpi del servizio di sanità militare (Corpo sanitario dell'Esercito Italiano, Corpo sanitario militare marittimo, Corpo sanitario aeronautico, Servizio sanitario dell'Arma dei Carabinieri). Viene reclutato tra i laureati in psicologia - in possesso della relativa abilitazione professionale - tramite concorso straordinario, per titoli ed esami, in servizio permanente effettivo nel ruolo speciale dei Corpi sanitari delle forze armate italiane.
Oltre a svolgere le attività tipiche dello psicologo in ambito militare (psicologia militare), frequenta un corso di formazione mirato a fornire le conoscenze necessarie ad assolvere gli incarichi da Ufficiale, da un punto di vista dell'etica e della forma militare. 
Le attuali disposizioni, garantiscono all'ufficiale psicologo una progressione di carriera che permetta di raggiungere i seguenti gradi apicali da Ufficiale Superiore: Colonnello nell'Esercito Italiano, Aeronautica Militare e Arma dei Carabinieri e Capitano di vascello nella Marina Militare.